# Фулк IV (Анжу)
Фулк (Фулко) IV Анжуйски, Злонравния (на френски: Foulques IV, le Réchin, Fulko IV, Fulk; * 1043, Франция; † 14 април 1109, Анже, Кралство Франция) е граф на Гатине (1068), от 1068 г. до смъртта си граф на Анжу и Тур от род Дом дьо Шато-Ландон.

## Живот
Той е по-малък син на граф Жофроа II Ферéол от Гатине († 1042/45) и съпругата му Ерменгарда Анжуйска († 1076), дъщеря на граф Фулк III Черния от Анжу († 1040) от Първи Дом Анжу.
Фулк, заедно с по-големия си брат Жофроа Брадатия, започва служба при чичо си по майчина линия граф Жофроа II Мартел от Анжу, който през 1060 г. го прави рицар. Малко след това чичо му умира и Жофроа Брадатия получава голямото му наследство. Той дава на Фулк управлението на аквитанския Сентонж. Скоро Фулк се скарва с брат си. През 1067 г. Фулк затваря брат си, и по настояване на църквата го освобождава. Братята се скарват отново и след една година Фулк затваря отново брат си за винаги.
През 1096 г. Фулк пише недовършена история на Анжу и неговите владетели (Fragmentum Historiae Andegavensis).

## Фамилия
Фулк се жени вероятно пет пъти.
Първи брак: 1068 г. с Хилдегарда де Боженси († пр. 1070), дъщеря на Ланцелин II де Боженси. С нея той има една дъщеря:
- Еменгарда (* 1068; † 1146, Йерусалим)

1. ∞ 1089 херцог Вилхелм IX от Аквитания († 1127), развод 1090
2. ∞ 1093 херцог Ален IV Фергант от Бретан († 1119)

Втори брак: с Ерменгарда от Бурбон, дъщеря на господаря Аршамбод IV от Бурбон, и по-късно се развежда. Те имат син:
- Жофроа II Мартел (* 1073, † 1106), граф на Анжу

Трети брак: вер. с Ерменгарда от Шателеилон.
Четвърти брак: вер. с неизвестна по име дъщеря на граф Валтер I от Бриен.
Двете жени от третия и четвърти брак Фулк изгонва след известно време, вероятно заради близко кръвно родство.
Пети брак: 1089 г. с Бертрада дьо Монфор († 1117). През 1092 г. тя е отвлечена от крал Филип I от Франция и той се жени за нея на 15 май 1092 г., въпреки че тя още не е разведена от Фулк. Тя оставя на Фулк един син:
- Фулк V Млади (* 1092, † 13 ноември 1144 в Акон), граф на Анжу и Тур, от 1131 крал на Йерусалим, неговият син Готфрид V Плантагенет († 1151) е баща на Хенри II, крал на Англия.